# Centrala Indien
Centrala Indien (engelska Central India Agency), var officiell sammanfattande benämning på de 7 politiska agentskap i mellersta Indien, vilka under epoken Brittiska Indien löd under "agent to the governor general for Central-India" i Indore, och alltså stod i direkt förhållande till centralregeringen i Calcutta (från 1911: New Delhi). Järnvägslinjen Agra-Bombay går sedan 1800-talet genom västra, Allahabad-Bombay genom östra delen av Centrala Indien. 
I söder begränsas vad som var Centrala Indien av floden Narbada, i nordväst av Chambal, i nordöst av Gangesdalen. Norr om och nästan parallellt med Narbada går Vindhyabergen, norr om vilken Centrala Indien utbreder sig dels som ett inte särskilt högt platåland, dels som ett vågigt, här och där kuperat land ända till Ganges, bevattnat av floderna Chambal, Indus, Betwa, Ken och Son, vilka alla flyter i nordöstlig riktning till Yamuna eller omedelbart till Ganges. 
Centrala Indien bestod av ett litet brittiskt distrikt och ett 80-tal till omfång och invånarantal högst olika stater under infödda furstar, vilka var vasaller eller tributskyldiga gentemot den angloindiska regeringen. Det var fördelat i 7 agentskap, nämligen residentskapet (residency) Indore och agentskapen Gwalior, Bhopal, Bundelkhand, Bagelkhand, West Malwa och Bhil J. Bhopawar. Centrala Indien begränsades politiskt i söder av Centralprovinserna, i nordöst av Nordvästprovinserna, i nordväst av Rajputana, i väster och sydväst av Bombay-distriktet Khandesh och agentskapet Rewa-Kantha samt i öster av staterna Chang-Bhakar, Korea och Sarguja i Chutia Nagpur. Arealen var 204 008 km² (1901).
De viktigaste av furstarna var maharajan Scindia av Gwalior, maharajan Holkar av Indore, rajan eller maharajan av Dhar, de båda rajorna av Dewas, begum av Bhopal, naboben av Jaora samt flera rajputfurstar, som underkuvades av maratherna på 1700-talet. Av dessa rajputer fanns i West Malwa 21 s.k. thakur, som erlade tribut till Scindia eller till både Scindia och Holkar, och 5, som betalade tribut även till rajorna av Dewas.